# Ramon Muns i Serinyà
Ramon Muns i Serinyà   (Barcelona, 15 de juliol de 1793 - Barcelona, 1 d'agost de 1856) fou un escriptor i advocat català.

## Biografia
Fill de Ramon Muns guarnicioner d'ofici i de Isabel Serinyà, naturals de Barcelona. Casat amb Marcela Castellet, i pare de Francesc Muns i Castellet. Fou un dels fundadors de la Societat Filosòfica el 1815. Ocupà els càrrecs de secretari de la Diputació Provincial de Barcelona (1820), de la Diputació Provincial de Girona (1822), de l'Ajuntament de Barcelona (1833). S'encarregà de l'organització de l'Arxiu Municipal de Barcelona (1848). Fou membre de la Reial Acadèmia de Ciències i Arts de Barcelona i de l'Acadèmia de Bones Lletres de Barcelona. També fou soci de les Societats econòmiques de Barcelona, Saragossa i València. De la seva tasca periodística, destaca l'article «La persecució dels porcs», publicat al Diario de Barcelona, que causà polèmica en l'opinió pública catalana de l'època. Traduí al castellà René, de Chateaubriand. Compartí amistat amb Bonaventura Carles Aribau.